# Vavel
Vavel est un site web permettant aux auteurs la rédaction d'articles d'actualité sur le sport et aux professionnels la publication de communiqués de presse. Il a été lancé en 2009 en Espagne par le journaliste Javier Robles.
Vavel est présent aux États-Unis, en Espagne, au Royaume-Uni, en Argentine, au Brésil, au Portugal, au Mexique, en Colombie et en France.

## Histoire
Vavel a été lancé en avril 2009 sous la forme d'un Réseau social afin de susciter une alternative aux médias traditionnels. De nombreux outils de personnalisation étaient alors accessibles.
À la suite de son succès probant et son ouverture ensuite à l'international, Vavel est devenu un journal sportif en ligne régulier. Le premier article de celui-ci a été publié le 28 juin 2009. Et un groupe d'étudiants en journalisme s'est alors formé pour devenir les éditeurs de ce média.
Aujourd'hui, Vavel.com fait partie du top 3 des sites sportifs en Espagne. Le groupe a également développé la radio sur sa version espagnole et publie ainsi régulièrement des podcasts. En France, il débute sur ce domaine. En janvier 2014, la première de ces émissions a été En route vers Valparaiso, une émission quotidienne diffusée sur le site durant le Dakar via le logiciel Mixlr. Lors de la Coupe du Monde, la version française du site s'est associée avec le site de commentaires sportifs Kikast pour diffuser la quotidienne au nom de Samba, du 12 juin au 13 juillet. Le partenariat a ensuite continué avec VaVélo lors du Tour de France et avec l'émission hebdomadaire Made In France, chaque dimanche à 18 heures depuis début août. Cette dernière revient sur l'actualité des compétitions de football françaises : Ligue 1, Ligue 2, National, Coupe de France masculine et féminine, Coupe de la Ligue et Division 1 féminine. Disposant de photographes professionnels, Vavel a une galerie de photos publique hébergées sur le site Flickr.

### Qu'est-ce qu'on peut trouver sur Vavel?
Sur Vavel, les utilisateurs peuvent trouver un environnement d'apprentissage et de développement professionnel pour les journalistes et les écrivains. La plateforme fournit une formation et un mentorat dans divers genres journalistiques. Reconnu comme un média indépendant important en Europe et en Amérique, Vavel est un espace où les journalistes et les écrivains de divers sujets peuvent développer et montrer leurs compétences.
Tout le contenu sur Vavel est révisé par une équipe d'éditeurs professionnels avant sa publication. Cela assure des normes élevées de qualité et de précision dans l'information présentée, améliorant encore plus la réputation de la plateforme en tant que source fiable pour que les journalistes et les écrivains.

### Stratégies de Monétisation sur Vavel
Depuis 2018, Vavel a choisi de ne pas inclure de publicité dans ses articles, pages de couverture, pages de recherche, profils d'auteurs, tags ou catégories, afin d'améliorer la lisibilité et d'éviter la confusion. La publicité est maintenue uniquement dans un genre spécifique, avec des contributeurs aux États-Unis, au Mexique, au Brésil et en Colombie recevant une compensation mensuelle.
En 2023, Vavel a lancé une plateforme d'abonnement et de paiement par contenu pour les journalistes. Cette technologie permet aux créateurs et aux entreprises de gérer et de monétiser leur contenu en vidéos, podcasts et articles. Elle fonctionne sous un modèle d'abonnement ou de paiement par vue, encourageant la création de contenu de qualité. La plateforme propose un programme de parrainage et un modèle de partage des revenus de 75/25 entre le contributeur et la plateforme, plus 5 % supplémentaires pour les comptes référés. Disponible en version web et en applications mobiles pour Android et iOS, elle est conçue pour soutenir le développement d'entreprises durables pour les créateurs, en promouvant une communauté de 'suiveurs' et en fournissant des fonctionnalités telles que des listes d'abonnés et des bulletins d'information.